# Michiyo Heike
Michiyo Heike (jap. 平家 充代, Heike Michiyo; * 6. April 1979 in Nabari, Präfektur Mie, Japan), auch bekannt unter ihrem Künstlernamen Michiyo (みちよ), ist eine japanische Sängerin, Songwriterin und ein ehemaliges Idol. Sie gilt als das erste Mitglied des Hello! Projects.

## Biographie
Heike schrieb bereits in der Mittelschule ihre ersten Lieder. 1997 gewann sie ein Casting der Band Sharam Q, die eine Sängerin suchte. Letztendlich wurde Heike nicht Mitglied in der Band, sondern startete eine Solokarriere. Ihre erste Single, GET, wurde am 5. November 1997 veröffentlicht und erreichte Platz 24 in den Oricon-Charts. Für sie und die Gruppe Morning Musume wurde der Fanclub Hello gegründet, aus dem sich kurze Zeit später das Hello! Project entwickelte.
Während ihrer Zeit im Hello! Project beteiligte sie sich an Fernsehsendungen, Filmen, Radioshows und Untergruppen. Ihr letztes Konzert unter dem Schirm des Hello! Projects gab sie am 7. November 2002. Zu Silvester 2013 kam sie mit ihren alten Kolleginnen zusammen und trat im Rahmen des Countdown-Konzertes der Agentur Up-Front Promotion auf. Zurzeit arbeitet Heike als Indie-Künstlerin und veröffentlicht selbstgeschriebene Lieder und Alben.
Michiyo Heike ist verheiratet und seit dem 1. November 2007 Mutter einer Tochter.

## Diskografie

### Alben
| Jahr              | Titel                                                                   | Höchstplatzierung, Gesamtwochen, AuszeichnungChartsChartplatzierungen (Jahr, Titel, Platzierungen, Wochen, Auszeichnungen, Anmerkungen) | Anmerkungen                                                    |
| Jahr              | Titel                                                                   | JP | Anmerkungen                                                    |
| ----------------- | ----------------------------------------------------------------------- | --- | -------------------------------------------------------------- |
| als Michiyo Heike |                                                                         | |                                                                |
|                   |                                                                         | |                                                                |
| 1998              | Teenage Dream                                                           | JP50 (2 Wo.)JP | Erstveröffentlichung: 25. März 1998 Verkäufe JP: + 9.270       |
| 1998              | Morning Cop "Daite Hold on Me!" OST (モーニング刑事。抱いてHold on Me!) | JP18 (4 Wo.)JP | Erstveröffentlichung: 30. September 1998                       |
| 2000              | For ourself ~Single History~                                            | JP23 (2 Wo.)JP | Erstveröffentlichung: 13. September 2000 Verkäufe JP: + 12.550 |
| 2004              | Jecica                                                                  | — | Erstveröffentlichung: 3. März 2004                             |
| 2005              | Koimizuki                                                               | — | Erstveröffentlichung: 28. Februar 2005                         |
| 2006              | Fantasia                                                                | — | Erstveröffentlichung: 25. Juli 2006                            |
| als Michiyo       |                                                                         | |                                                                |
|                   |                                                                         | |                                                                |
| 2018              | クール                                                                  | — | Erstveröffentlichung: 20. März 2018                            |
| 2020              | Beautiful Green                                                         | — | Erstveröffentlichung: 21. November 2020                        |

### Singles
| Jahr | Titel Album                                                 | Höchstplatzierung, Gesamtwochen, AuszeichnungChartsChartplatzierungen (Jahr, Titel, Album, Platzierungen, Wochen, Auszeichnungen, Anmerkungen) | Anmerkungen                                                  |
| Jahr | Titel Album                                                 | JP | Anmerkungen                                                  |
| ---- | ----------------------------------------------------------- | --- | ------------------------------------------------------------ |
| 1997 | Get –                                                       | JP24 (6 Wo.)JP | Erstveröffentlichung: 5. November 1997 Verkäufe JP: + 70.260 |
| 1998 | Sotsugyō 〜Top of the World〜 (卒業) 〜Top of the World〜 – | JP35 (5 Wo.)JP | Erstveröffentlichung: 15. Februar 1998 Verkäufe JP: + 34.810 |
| 1998 | Daikirai (ダイキライ) –                                     | JP50 (2 Wo.)JP | Erstveröffentlichung: 1. Juli 1998 Verkäufe JP: + 8.680      |
| 1998 | Dakedo Aishisugite (だけど 愛しすぎて) –                    | — | Erstveröffentlichung: 25. Oktober 1998 Verkäufe JP: + 2.060  |
| 1999 | Anata no Yume ni Naritai (アナタの夢になりたい) –           | — | Erstveröffentlichung: 10. Februar 1999 Verkäufe JP: + 3.470  |
| 1999 | Scene –                                                     | — | Erstveröffentlichung: 28. Juli 1999 Verkäufe JP: + 2.760     |
| 2000 | One Room Natsu no Koi Monogatari (ワンルーム夏の恋物語) –   | JP26 (3 Wo.)JP | Erstveröffentlichung: 17. Mai 2000 Verkäufe JP: + 18.430     |
| 2000 | Ai no Chikara (愛の力) –                                    | JP38 (2 Wo.)JP | Erstveröffentlichung: 9. August 2000 Verkäufe JP: + 11.250   |
| 2001 | Kekkyoku Bye Bye bye (結局) Bye Bye Bye –                   | JP45 (2 Wo.)JP | Erstveröffentlichung: 7. Februar 2001 Verkäufe JP: + 10.240  |
| 2001 | Propose (プロポーズ) –                                      | JP31 (2 Wo.)JP | Erstveröffentlichung: 7. November 2001 Verkäufe JP: + 11.980 |
| 2002 | Murasaki Shikibu (ムラサキシキブ) –                         | JP39 (2 Wo.)JP | Erstveröffentlichung: 5. Juni 2002 Verkäufe JP: + 6.890      |
| 2005 | Unaffected –                                                | — | Erstveröffentlichung: 9. Dezember 2005                       |